# Command-Query-Responsibility-Segregation

Funktionsprinzip von CQRS mit Event Sourcing

Die Command Query Responsibility Segregation (CQRS, [kə'mæ:nd 'kwɪ(ə)ri: ri,spɑnsə'bɪləti ,sɛgrɪ'geiʃ(ə)n] bzw. [si: kju: ɑ:r ɛs], englisch für etwa „Kommando-Abfrage-Zuständigkeitstrennung“) ist ein Entwurfsmuster für Datenbank-Abfragen, welches durch Greg Young definiert wurde.
Das CQRS-Pattern propagiert eine Aufteilung des Objektmodells in zwei Objektmodelle hinsichtlich der Zugriffe auf die Datenbank:
- ein Objektmodell für lesende Zugriffe
- ein Objektmodell für schreibende Zugriffe

Im Gegensatz zu einer CRUD-Sicht für die Zugriffe auf eine Datenbank – wo also ein gemeinsames Objekt für Queries genauso wie für Lesen, Schreiben und Löschen verantwortlich ist – gibt es bei CQRS zwei Objekte: Befehle zum Schreiben (Ändern und Löschen), sowie Abfragen zum Lesen. CQRS wird oft im Zusammenhang mit Event Sourcing, Serviceorientierten Architekturen, etwa im Cloud Computing erwähnt, diese Architekturen können aber genauso gut auch mit CRUD kombiniert werden.

## Vorteile gegenüber CRUD
- Unterschiedliche Skalierbarkeit, schreibende Zugriffe können auf anderen Rechnern laufen als lesende und jeweils unterschiedlich skalieren.
- Verbesserte Sicherheit durch getrennte Rollen der Schreib- und Leseoperationen
- Simultaner Einsatz verschiedener Versionen derselben Software möglich
  - Beibehaltung von Rückwärtskompatibilität möglich
  - Migration auf neue Version im Live-Betrieb ohne Downtime möglich
- Anpassbarkeit an veränderte Geschäfts-Anforderungen
- Entwicklung der einzelnen Bestandteile durch unterschiedliche Teams

## Nachteile gegenüber CRUD
- Hoher Aufwand in der Softwareentwicklung. Eignet sich eher für Projekte mit vielen gleichzeitigen Benutzern.
- Benötigt passende Infrastruktur.
- Transaktionen sind schwer umzusetzen.
- Querys können durchgeführt werden, bevor Commands durchgeführt wurden. Es werden daher Versionierung und ein In-Memory-Cache benötigt, um sicherzustellen, dass der Client Daten in der richtigen Version erhält.

## Frameworks
Die folgenden Frameworks unterstützen bei der Umsetzung dieses Patterns:
.NET
EventFlow
Java
OpenCQRS
JavaScript
wolkenkit
PHP
prooph
Python
eventsourcing